# 萨尔扎
萨尔扎（法語：Salza，法語發音：[salza] ⓘ）是法国奥德省的一个市镇，属于卡尔卡松区。

## 地理
萨尔扎（42°59'1"N, 2°29'47"E）面积8.34 平方千米，位于法国奧克西塔尼大區奥德省，该省份为法国南部沿海省份，北起塔恩省，西北接上加龙省，西接阿列日省，南至东比利牛斯省，东临地中海，东北与埃罗省接壤。
与萨尔扎接壤的市镇（或旧市镇、城区）包括：拉内、蒙茹瓦、穆图梅、维涅维埃耶。

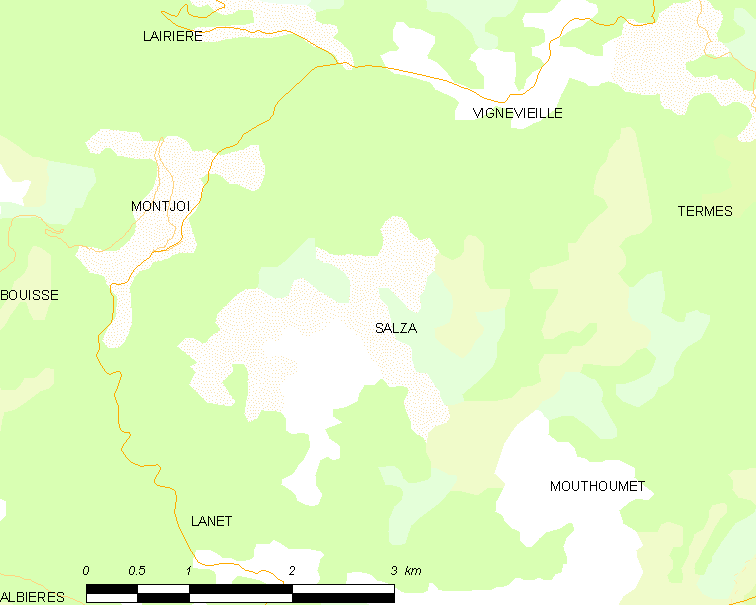
萨尔扎的OSM定位图

萨尔扎的时区为UTC+01:00、UTC+02:00（夏令时）。

## 行政
萨尔扎的邮政编码为11330，INSEE市镇编码为11374。

## 政治
萨尔扎所属的省级选区为莱科比耶尔县。

## 人口

1962-2008年间萨尔扎人口变化图示

萨尔扎于2022年1月1日时的人口数量为28人。